# Gagauz Halkı
Gagauz Halkı ("Gagauski narod") je bila gagauska separatistička politička stranka u Moldaviji. Vodio ju je Stepan Bulgar od 1992. ili ranije do 1999., nakon čega je organizacija prestala biti navedena u CIA-inoj Svjetskoj knjizi činjenica. Moldavska vlada zabranila je stranku dva dana nakon što je takve političke pokrete proglasila neustavnim.
Stranka je podržala pokušaj sovjetskog državnog udara 1991. i oštro se protivila mogućoj ideji ujedinjenja Moldavske SSR i Rumunjske.

## Povezaničlanci
- Sukob u Gagauziji